# Gualterio
Gualterio es una localidad y pueblo del municipio de Chalchihuites, Estado de Zacatecas. Este pueblo se localiza aproximadamente a una distancia de entre dos y tres horas de la ciudad de Zacatecas y aproximadamente a hora y media de Durango. Al noroeste colinda con el municipio de Súchil, al sur con el pueblo de Chalchihuites y al este se encuentra Sombrerete, Zacatecas.
Se encuentra a una altitud de 2008 m s. n. m. y sus coordenadas son 23°34′24″N 103°52′00″O / 23.57333, -103.86667.
Gualterio es famoso en la región por su balneario, que aunque no es de aguas termales es un lugar de convivencia de diferentes grupos sociales. A lo largo del tiempo, muchas de las personas que lo han habitado, han ido saliendo de la comunidad para ir a ciudades dentro y fuera de México. Esto por su falta de capacidad para mantener su economía.
También se encuentra una iglesia y enfrente una plaza. En Gualterio hay aproximadamente 1000 personas, en su mayoría son de religión católica. Tiempo atrás fue una comunidad que trabajaba los metales. En un cerro ubicado al sur de la comunidad, aún existe un molino con laboratorio para procesar tales metales.